# Condé-sur-Noireau
Condé-sur-Noireau er en kommune i departementet Calvados i Basse-Normandie regionen i det nordvestlige Frankrig. Byen ligger ved floden Noireau.

## Historie
I det 18. århundrede var Condé en af de mest aktive byer i området. De fleste indbyggere var beskæftiget med fremstilling af lærred, klæde og linned. Byens knive var også berømte. I begyndelsen af det 19. århundrede begyndte der at komme spinderier drevet af vandkraft i Condé. Det første trykkeri blev etableret i 1829.
I 1860'erne var byen på toppen af sin økonomiske udvikling med en stor tekstilindustri (man talte 55 vanddrevne spinderier og 8.000 væverier) hvortil kom nogle meget aktive håndværkere. For at styrke udviklingen blev der i 1868 etableret jernbane til Flers og til Caen i 1874.
Under 2. Verdenskrig oplevede Condé sine mest tragiske timer. Byen blev 95 % ødelagt ved bombardementer, som kostede 252 mennesker livet. Genopbygningen efter 2. Verdenskrig blev formelt afsluttet med indvielsen af det nye rådhus i 1963.
- Saint-Martin kirken
- Saint-Sauveur kirken
- Byparken
- Rådhuset

- Wikimedia Commons har flere filer relateret til Condé-sur-Noireau